# Nhạc Gian
Nhạc Gian (giản thể: 乐间; phồn thể: 樂間; bính âm: Yue Jian; ? - ?), thường gọi Nhạc Can, là đại thần nước Yên thời Chiến Quốc trong lịch sử Trung Quốc.

## Cuộc đời
Nhạc Gian là con trai của danh tướng Nhạc Nghị nước Yên. Năm 279 TCN, Yên Huệ vương trúng kế ly gián của Điền Đan, nghi kỵ Nhạc Nghị, khiến Nhạc Nghị bỏ sang Triệu. Nhạc Gian ở lại Yên, nhờ uy vọng của cha mà được phong làm Xương Quốc quân (昌国君), ở Yên hơn ba mươi năm.
Năm 251 TCN, Yên vương Hỉ nghe theo lời của tướng bang Lật Phúc, muốn đánh Triệu, bèn hỏi ý Nhạc Gian. Nhạc Gian khuyên can:
Triệu là quốc gia bốn mặt phải đánh trận. Dân nước này quen việc binh, không thể đánh.
Vua Yên lại hỏi:
Ta lấy quân số năm đánh một.
Gian đáp:
Không thể.
Yên vương nổi giận, bỏ mặc ý kiến của Nhạc Gian cùng Tương Cừ, lấy Lật Phúc, Khanh Tần cầm quân đánh Triệu. Quân Triệu do Liêm Pha chỉ huy đánh bại quân Lật Phúc ở đất Hạo, bắt sống Lật Phúc, Nhạc Thừa. Khanh Tần cũng tử trận ở đất Đại. Nhạc Gian oán giận Yên vương không nghe lời mình, lại nhân Nhạc Thừa là đồng tộc, bỏ sang Triệu. Quân Triệu thừa thắng đánh đến tận đô thành nước Yên. Yên vương phải lấy Tương Cừ làm sứ giả cắt đầu cầu hòa.
Yên vương sau đó hối hận không nghe lời Nhạc Gian, bèn gửi thư vời Nhạc Gian về:
Trong thời của Trụ, Cơ Tử không được dùng, nhưng vẫn can gián mãi không thôi, hy vọng nhà vua sẽ nghe mình. Thương Dung không được vua nghe, thân mình bị nhục, mong chờ nhà vua thay đổi. Đến khi nước loạn, lòng dân ly tán hướng về nước ngoài, các quan cầm quyền chính bỏ pháp luật, hai người mới rút lui về ở ẩn. Cho nên mặc dầu chịu cái nạn của vua Kiệt bạo ngược, hai người vẫn không mất cái tiếng là trung là thánh. Tại sao? Vì họ hết lòng lo lắng vậy. Nay quả nhân tuy ngu, nhưng không tàn bạo như vua Trụ, dân nước Yên tuy loạn, nhưng không đến nỗi tệ hại quá như dân nhà Ân. Trong nhà có lời qua tiếng lại không nên nói hết với làng bên cạnh. Về hai điều trên, quả nhân không có ông làm là đúng.
Nhạc Gian vẫn oán vua Yên, không về, chết ở đất Triệu.

## Trong văn hóa
Tiểu thuyết Đông Chu liệt quốc chí, Nhạc Gian xuất hiện ở hồi 95. Yên Huệ vương trúng kế ly gián, khiến Nhạc Nghị sang Triệu. Huệ vương không khuyên được Nhạc Nghị trở về, lại lo sợ Nhạc Nghị sẽ gây hại cho nước Yên, bèn phong con của Nghị là Nhạc Gian làm Xương Quốc quân. Khi Yên vương Hỉ cất quân đánh Triệu, Nhạc Gian cùng Tương Cừ khuyên can không được. Yên vương lấy Nhạc Gian làm phó tướng cho Khanh Tần đánh đất Đại. Kết quả Khanh Tần bị giết, Nhạc Gian đầu hàng. Quân Triệu đánh tới đô thành, Yên vương phải xin hàng. Nhạc Gian bắt vua Yên phải lấy Tương Cừ làm sứ giả, nhờ thế mà hai nước ngưng chiến, gia đình Nhạc Gian cũng được trao trả.